# كارل جيبيلي
كارل جبيلي (بالإنجليزية: Carl Gibeily)‏ ولد عام 1966 في لبنان، وهو صحفي لبناني سابق في جريدة ذا ديلي ستار اللبنانية و ذا جلف أون لاين بالإضافة لكونه مؤلفًا، غالبًا ما تطرح كتاباته ومقالاته أسئلة عن العلاقة بين الشرق والغرب وكذلك دراسة المشكلات السياسية والاجتماعية والنفسية المعقدة السائدة في الشرق الأوسط، فعلى سبيل المثال تشرح مقالته «ازدواجية عالمية» العداء الذي يحمله الغرب تجاه الشرق مع رعبهم من «أسلحة الدمار الشامل» ومخاوف من إنهاء الديمقراطية الغربية، كتب جيليلي ثلاث روايات خيالية: اقتران توأم التي نشرت في عام 1992 من قبل ذا بوك جيلد، ومخطط للنبي الذي نشر عام 1997 بواسطة دابل داي ورواية أكبر من جدار بواسطة أكاديا برس في عام 2017.

## حياته السابقة
كارل جيبيلي من مواليد لبنان عام 1966 وقد درس في بيروت، وبعد اندلاع الحرب الأهلية اللبنانية أكمل دراساته في المملكة المتحدة أولاً في مدرسة الخطابة قبل قراءة الهندسة في جامعة كامبريدج حيث حصل على درجة الماجستير.

## حياته لاحقًا
كانت وظيفة جيبيلي متنوعة: عمل كبائع شوكولاتة في دبي وكصحفي في العديد من الصحف والمجلات بما في ذلك ذا ديلي ستار في لبنان ومحرر للأمم المتحدة ويشارك الآن في نشر الكتب الفنية، وفي عام 1997 كتب مخططًا للنبي، واعتبارا من عام 2017 كان يقيم في أدنبرة في اسكتلندا مع زوجته وطفليه، وقد قام المؤلف مؤخرًا بنشر روايته «أكبر من جدار» في المملكة المتحدة.

## الأدب المكتوب

### ملخصمخطط للنبي
تم نشر الكتاب في لبنان خلال الحرب الأهلية اللبنانية مما قلل الخوف الذي تسببت به نزعة المحافظة الدينية، تتضمن الرواية طفولة سمير خوري الذي يفكر مليًا بجنسيته اليونانية ويدرس عملات تترادرختم اليونانية الهلنستية، وبالتزامن تتشابك القصة مع مصير «المختار» الذي يدعى خالد والذي تتطور لاأخلاقياته الفلسفية من طفل غير محبوب إلى وزير إرهابي وزعيم «الوطن العربي» خلال عام 2026، وفي نهاية المطاف تصوغ الفتاة الإنجليزية مايرا نظريتها عن «نظرية الزمن كرونون» التي تمهد السبيل لتوظيفها داخل معهد SETI والمصادفة الغامضة لـ "616" -العدد القديم للشيطان-، وقد أشاد جاكلين جوندو أستاذ في جامعة تولوز بالأدب باعتباره استكشافًا لـ «أفراح الحب والموت».

### ملخصأكبر من جدار
أكبر من الجدار يمثل خلطًا كارثيًا بين عائلتين: اللانسرز الإسرائيليين الذين يضمون هارون وابنه آفي، والزيتونيين مزارعون زيتون فلسطينيون تقطعت مزرعة زيتونهم وبالتالي دمرها الجدار الذي يتقاطع مع الحائط الغربي، وقع آفي الذي انتُزع من قبل والده لاستكمال الخدمة العسكرية الإسرائيلية المجنَّدة في حادثة مشبوهة من هجوم انتحاري من بوابة بوابة قلقيلية، ويحقق آرون لونزر في حادث جندي إسرائيلي سقط تحت اسم بديل آرون لونجر، وتوفر مساعيه طريقًا لمواجهة الفرانكوفيل برناديت اللبناني، وبالتآزر كشف الشخصان عن الحقيقة البشعة للهجوم المزعوم على قاعدة الجيش الإسرائيلي.

### ملخصاقتران توأم
عندما تتجول تجربة تتعلق بالجاذبية وتدور الأنانية بشكل كارثي يتم وضع العالم جورج في طائرة بديلة للوجود، وينقل في الاعتبار إلى جسم زاحف، يكتشف وضعه المخنث بأنه «هو» و «هي» في مجتمع ذو قدمين من المدنيين غير المتمايزين، ومن قبل «خاب» -كبير العلماء- يكتشف أنه الشخص الوحيد المسؤول عن مصير الأرض الذي يلوح في الأفق.

## نظرية الزمن كرونون (CTT)
تتميز الروايات المنشورة «مخطط للنبي واقتران التوأم» بنظرية بارزة من الزمن بعنوان "CTT"، مما يؤدي إلى تقدم غير متواصل للوقت أو «الكرونون» وهو الوقت الضروري الذي يستغرقه فوتون واحد من الضوء لاجتياز نصف القطر الكلاسيكي للإلكترون، يقيم CTT بمرور الوقت كتدفق لجزيئات الوقت الكمي عبر نسيج المادة وبالتالي «إزاحة» الأمر في الوقت المناسب، وتتوافق معاهدة CTT مع نظرية الزمن التي ابتكرها ماك تاجرت حيث يفخم الوقت غير المتماثل ويمتلك توترًا واضحًا وسهمًا من الزمن
داخل مخطط للنبي يقارن عالم الفيزياء الفلكية مايرا تقدم الزمن إلى ثلاثة كيانات مختلفة الحجم تسير على خط ساحلي: نملة ورجل وعملاق، هذه الكيانات -كما هو مفترض في مخطط النبي- ستضع مترًا يقابل حجمها الخاص وبالتالي ترى المسافة الفركتلية بشكل مختلف بما يتناسب مع الحجم، وبالمقابل فإن مرور الوقت بالنسبة للعامل وكتلته وكثافته وحجمه.
يتم الإبلاغ عن الوقت من قبل المؤلف لتوسعة بما يتناسب مع عامل توسع الكون، وبالتالي فإن الاتصالات المستلمة من الحضارات القديمة يتم افتراضها لتغطية إطار زمني أكثر إيجازًا من الثانية النسبية الحديثة.